# Ramiro de Lorca
Ramiro de Lorca, también conocido como Ramiro de Lorqua o Ramiro d'Orco (Lorca, 1452 - Cesena, 1502), fue un condotiero español al servicio de César Borgia, hijo del papa Alejandro VI.

## Biografía
Se desconoce cuándo pasó del Levante español a la península itálica y cuándo empezó a trabajar para los Borgia, pero sí se sabe que para cuando el patriarca Rodrigo se convirtió en pontífice, Ramiro ya era un hombre de confianza de su hijo César, tanto que en calidad de mayordomo le acompañó a Francia como testigo para su boda con Carlota de Albret, en 1498.
En 1500, César utiliza como pretexto la negativa de los señoríos de la Romaña a rendir tributo al papa para lanzarse a la conquista de la región. Lorca le sigue en su expedición contra aquel mosaico de pequeños Estados, y toma para él las ciudades de Cesena y Forlì, esta última hogar de la condesa Catalina Sforza. En primer lugar se nombra regidor del territorio a Giovanni Olivieri, obispo de Isernia, mientras que Ramiro ocupa primero el puesto de gobernador de Forlì y luego gobernador de Cesena, capital del recién creado Gran Ducado de la Romaña.
En octubre de 1501 Lorca, hombre cruel y expeditivo que ronda los 50 años, obtiene el cargo de gobernador de toda la provincia y acomete la pacificación de esta imponiendo un implacable régimen de torturas y ejecuciones en público que le brindan el temor y el odio de la población. Los desórdenes son reprimidos sin piedad, pero Ramiro también promueve la paz entre facciones e inicia un programa de obra pública.
El 29 de enero de 1502, en Faenza un delincuente que iba a ser ahorcado consiguió escapar y refugiarse en una iglesia. Ramiro no titubeó y obligó al sacerdote a entregar al reo, a quien hizo ahorcar de una ventana de aquel mismo edificio, violando el espacio sagrado. Además impuso una multa a los ciudadanos de 10 000 ducados por complicidad, pero los faentinos la recurrieron a César, que la anuló en un gesto de buena voluntad. Ramiro no se ve desautorizado y en octubre decreta que el consejo de la ciudad no fuera convocado con el toque de trompetas como era tradición, sino mediante las campanas de la iglesia.
Mientras tanto tiene lugar el alzamiento de los conjurados en La Magione, que pretendían acabar con la vida del hijo del papa. Aunque el gobernador de la Romaña y vicecomandante del ejército pontificio no interviene en la conspiración, César sospecha de él, y el día 22 de diciembre lo manda arrestar y encarcelar. Bajo tortura confiesa que pretendía asesinar al duque y presentar su cabeza ante los Orsini y los Baglioni. En un juicio sumarísimo, fue acusado de corrupción, traición y tiranía, delitos por los que se le condenó a decapitación.
El día 26 de diciembre Ramiro de Lorca es ejecutado en la plaza principal de Cesena, su cuerpo partido en dos y su cabeza clavada en una pica. Nicolás Maquiavelo contará en El Príncipe que las sanguinarias acciones de Ramiro de Orco, como lo llama, fueron las que sirvieron a César para ajusticiarle y a la vez desvincularse de sus crímenes.

## Cultura popular
- D'Orco hace una aparición en el cortometraje Assassin's Creed: Ascendance, de Ubisoft, en el que se relata el ascenso al poder de César Borgia.